# Adolfo Turchi
Adolfo Turchi (* 24. Oktober 1863 in Balignano; † 2. Mai 1929) war ein italienischer Geistlicher und römisch-katholischer Erzbischof von L’Aquila.

## Leben
Adolfo Turchi empfing am 27. Mai 1887 das Sakrament der Priesterweihe.
Am 30. Juni 1909 ernannte ihn Papst Pius X. zum Bischof von Caiazzo. Der Erzbischof von Ancona und Numana, Giovanni Battista Ricci, spendete ihm am 5. September desselben Jahres die Bischofsweihe; Mitkonsekratoren waren der Bischof von Osimo und Cingoli, Giovanni Battista Scotti, und der Bischof von Cesena, Giovanni Cazzani.
Papst Benedikt XV. berief ihn am 8. September 1914 zum Titularbischof von Canopus und zum Sekretär der Religiosenkongregation. Am 17. Juli 1918 wurde Adolfo Turchi Erzbischof von L’Aquila.